# Sven Lodziewski
Sven Lodziewski, né le 17 mars 1965 à Leipzig, est un ancien nageur allemand spécialiste des épreuves de nage libre. Il a représenté la RDA avant la réunification allemande.

## Palmarès

### Jeux olympiques
- Jeux olympiques de 1988 à Séoul (Corée du Sud) :
  -  Médaille d'argent au titre du relais 4 × 200 m nage libre.

### Championnat du monde
- Championnats du monde 1982 à Guayaquil (Équateur) :
  -  Médaille de bronze du 400 m nage libre.

- Championnats du monde 1986 à Madrid (Espagne) :
  -  Médaille d'or au titre du relais 4 × 200 m nage libre.
  -  Médaille d'argent du 200 m nage libre.
  -  Médaille de bronze au titre du relais 4 × 100 m nage libre.

- Championnats du monde 2001 à Fukuoka (Japon) :
  -  Médaille de bronze au titre du relais 4 × 100 m nage libre.

### Championnat d'Europe
- Championnats d'Europe 1983 à Rome (Italie) :
  -  Médaille d'argent au titre du relais 4 × 200 m nage libre.
  -  Médaille de bronze au titre du relais 4 × 100 m nage libre.

- Championnats d'Europe 1985 à Sofia (Bulgarie) :
  -  Médaille d'argent du 200 m nage libre.
  -  Médaille d'argent du 400 m nage libre.
  -  Médaille d'argent au titre du relais 4 × 100 m nage libre.

- Championnats d'Europe 1987 à Strasbourg (France) :
  -  Médaille d'or du 100 m nage libre.
  -  Médaille d'or au titre du relais 4 × 100 m nage libre.
  -  Médaille d'argent au titre du relais 4 × 200 m nage libre.
  -  Médaille de bronze au titre du relais 4 × 100 m quatre nages.